# Kurt Welzl
Kurt Welzl (* 6. November 1954 in Wien) ist ein ehemaliger österreichischer Fußballspieler.

## Karriere
Seine angestammte Position war Mittelstürmer, wobei er vor allem als Goalgetter und wegen seiner Dribbelkünste gefürchtet war. Kurt Welzl, der seine ersten Erstligatore für den Wiener Sport-Club schoss, wurde insbesondere während seiner Zeit bei der SSW Innsbruck in den Jahren 1974 bis 1979 bekannt. In Innsbruck gewann er insgesamt zwei Meisterschaften und zweimal den ÖFB-Cup. Anschließend wechselte er ins Ausland: Bei AZ Alkmaar erlitt er Anfang August 1979 in einem Aufbauspiel gegen Beveren einen Beinbruch. Er wurde 1981 niederländischer Meister und Pokalsieger, verpasste nur um zwei Treffer die Torjägerkrone und kam bis ins UEFA-Pokal-Finale. Bei der knappen Niederlage gegen Ipswich Town (0:3 und 4:2) erzielte er den ersten Treffer im Rückspiel für Alkmaar. Es folgten zwei Jahre beim FC Valencia, ein Jahr beim KAA Gent und eine halbe Saison bei Olympiakos Piräus, bevor er im Winter 1984/85 zur SSW Innsbruck zurückkehrte. Sein Karriereende in seiner Heimat verbrachte Kurt Welzl nach der SSW Innsbruck, für den Nachfolgeklub FC Swarovski Tirol, den Grazer AK in der Bundesliga und in der Saison 1987/88 in der 2. Division beim SV Spittal/Drau.
Während dieser Zeit wurde Kurt Welzl insgesamt 22-mal in die österreichische Nationalmannschaft einberufen und erzielte dabei zehn Tore. Berühmt wurde insbesondere der 4:3-Sieg über England am 13. Juni 1979, zu dem er bei seiner Rückkehr nach dreijähriger Teampause einen Doppelpack beisteuerte. Mit Österreich fuhr er außerdem zur Fußball-Weltmeisterschaft 1982 nach Spanien, wo er mit der Mannschaft den achten Platz erreichte.